# Nomada mindanaonis
Nomada mindanaonis är en biart som beskrevs av Cockerell 1915. Nomada mindanaonis ingår i släktet gökbin, och familjen långtungebin. Inga underarter finns listade i Catalogue of Life.